# Gigabyte
Un gigabyte (unió del prefix del SI giga- i byte) és una unitat d'emmagatzematge. Habitualment s'escriu GB (diferent de Gb, abreviació de gigabit), i col·loquialment s'anomena giga.
Hi ha dues possibles mesures a les quals pot fer referència, segons el context:
- 10⁹ (1.000.000.000) bytes és utilitzada en telecomunicacions i també per la majoria de fabricants de maquinari d'emmagatzematge. Aquesta forma segueix les pautes del SI.[2]
- 2³⁰ (1.073.741.824 o 10243) bytes és la forma més utilitzada en l'àmbit de la informàtica, donat que en aquest àmbit és normal treballar amb potències de 2. Aquesta forma fa servir el prefix del SI de manera diferent al que aquest indica habitualment.

Donada la confusió que suposen aquestes dues possibilitats, el desembre de 1998 la IEC (International Electrotechnical Commission) va definir el que va anomenar com a prefixos binaris per eliminar aquesta ambigüitat. Amb aquests prefixos, la segona forma, 2³⁰, passaria a anomenar-se gibibyte.